# Betzabeth Argüello
Betzabeth Angélica Argüello Villegas (28 de enero de 1991)(Tinaco,Cojedes,Venezuela) es una luchadora venezolana de porlucha libre. Compitió en Campeonato Mundial de 2015 consiguiendo un 15.º puesto. Ganó una medalla de bronce en los Juegos Panamericanos de 2015 y Juegos Centroamericanos y del Caribe de 2014. Primera en Campeonato Centroamericano y del Caribe en 2014. Obtuvo la medalla de plata en los Juegos Suramericanos de 2014. Dos veces subió al escalón más bajo del podio en el Campeonato Panamericano, de 2015 y 2016.